# Tyrone, Georgia
Tyrone är en kommun (town) i Fayette County, i delstaten Georgia, USA. Enligt United States Census Bureau har staden en folkmängd på 6 959 invånare (2011) och en landarea på 32,3 km².